# South Harbour (Nova Scotia)
South Harbour (Nederlands Zuid-haven) is een kleine gemeenschap in Nova Scotia, Canada. De gemeenschap is gevestigd in de regio Aspy Bay van Cape Breton Island. Het ligt aan de Cabot Trail, en grenst aan de Cape Breton Highlands National Park in het zuiden.

## Geschiedenis
De eerste Europese kolonisten waren Engels, Schots en Iers, die kwamen tussen 1830 en 1850.

## Aardrijkskunde
Eigenlijk, South Harbour is een verkeerde benaming - de enige uitgang van de "haven" is een kanaal door middel van een zandbank in de oceaan, en is te klein voor commerciële waterscooters te doorkruisen. De zandbank is smal genoeg dat het zoute oceaanwater in de haven komt, daarom het water is een brak estuarium. Het kanaal wordt vaak verstopt, en verschuivingen plaats op en neer de zandbank. De twee belangrijkste zoetwater bronnen die voeden in South Harbour zijn Effie's Brook en Glasgow brook.

## Dierenrijk
De haven en het strand worden bezocht door vele soorten eenden en ganzen. Het brakke water is ideaal voor een verscheidenheid van weekdieren.

## Economie
Zoals het geval is bij veel gemeenten op Cape Breton Island, de visserij spelen een grote rol in de economie. Oesters en mosselen worden geoogst in de haven. Toerisme speelt een steeds grotere rol in de lokale economie. Een verscheidenheid van seizoensgebonden accommodaties zijn beschikbaar voor bezoekers, en er zijn vele mogelijkheden voor outdoor activiteiten zoals kanoën, kajakken, wandelen, zwemmen en zeilen in en rond de gemeenschap.

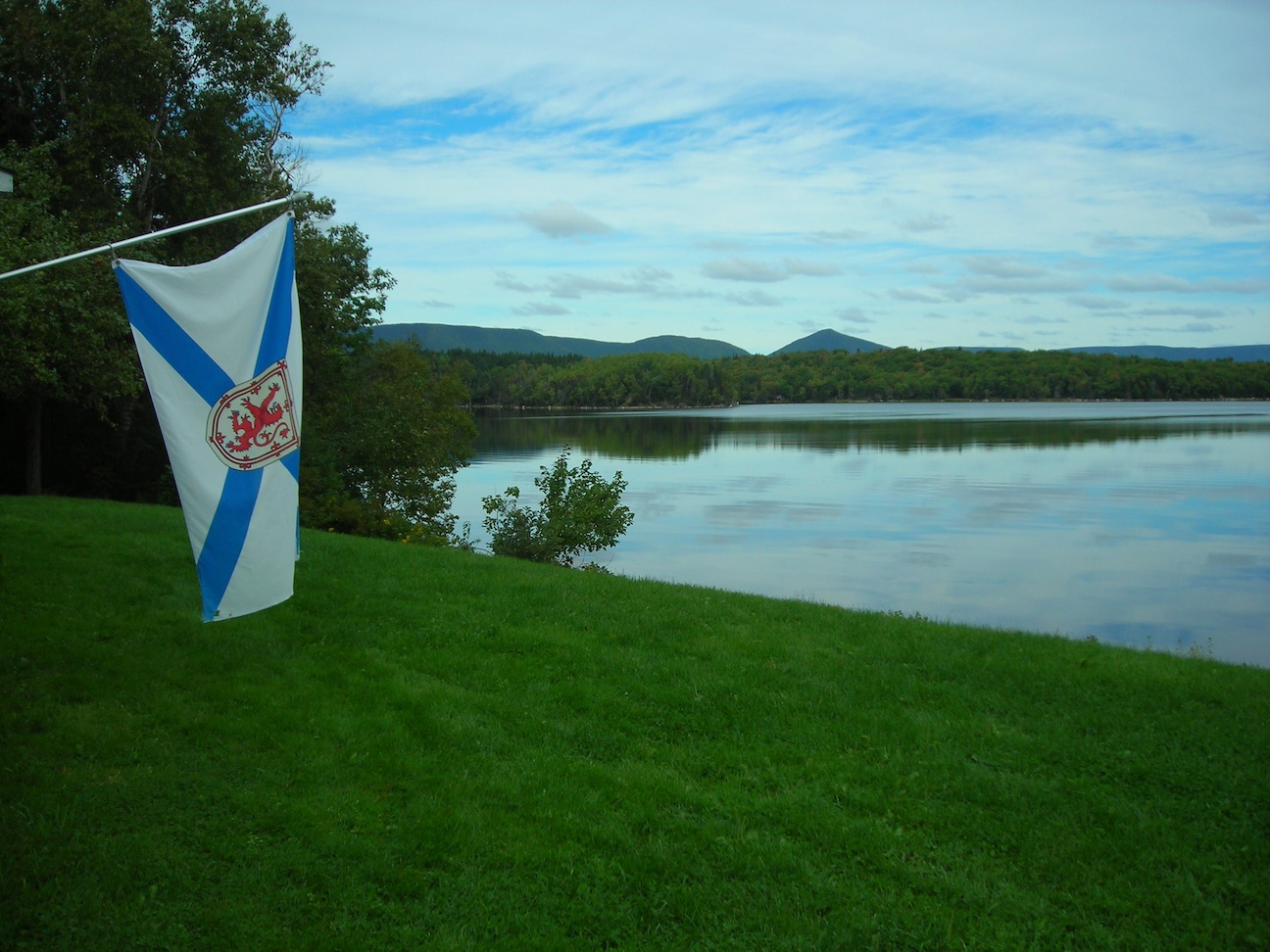
South Harbour in de zomer.
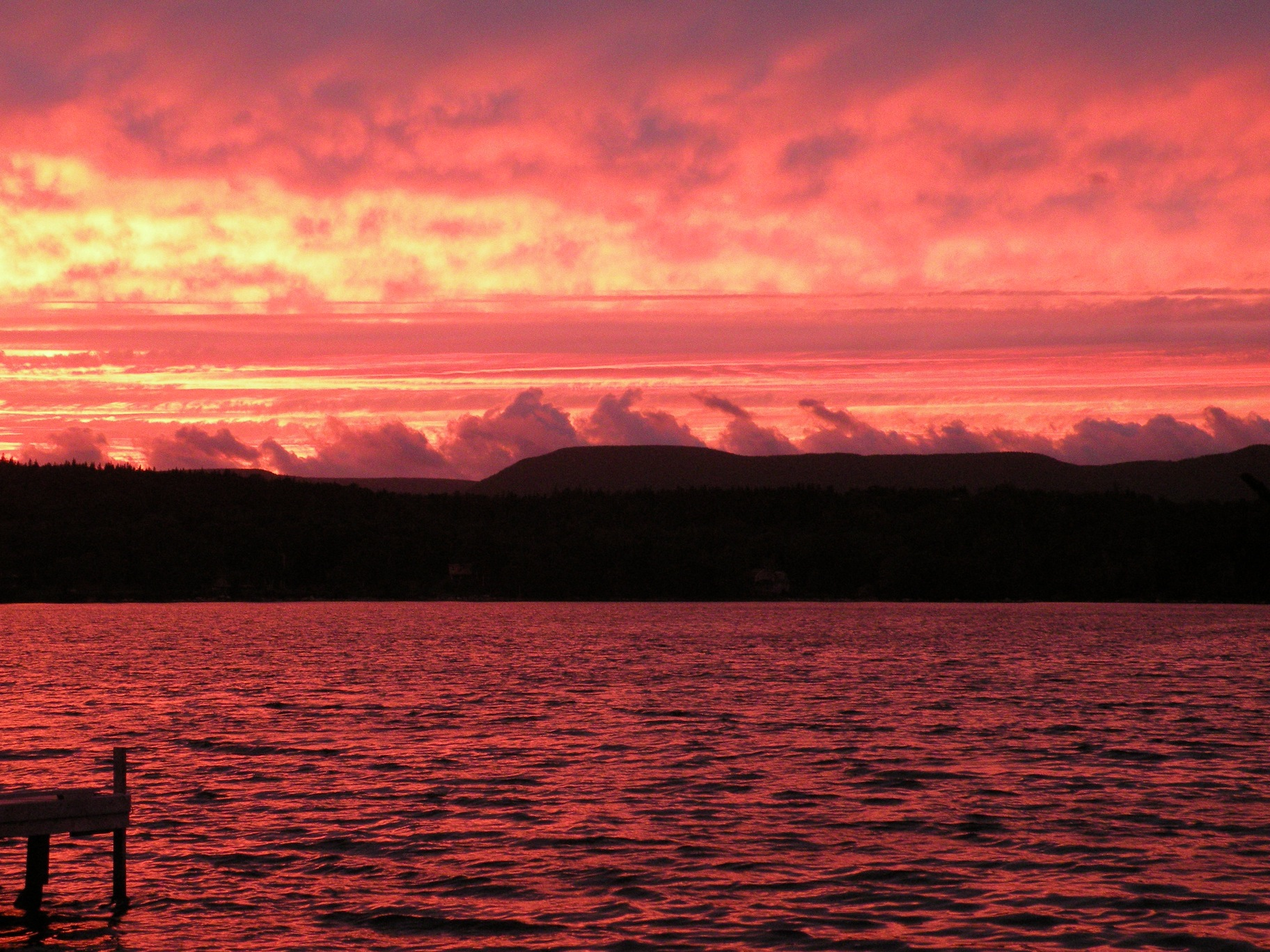
Zonsondergang boven South Harbour.
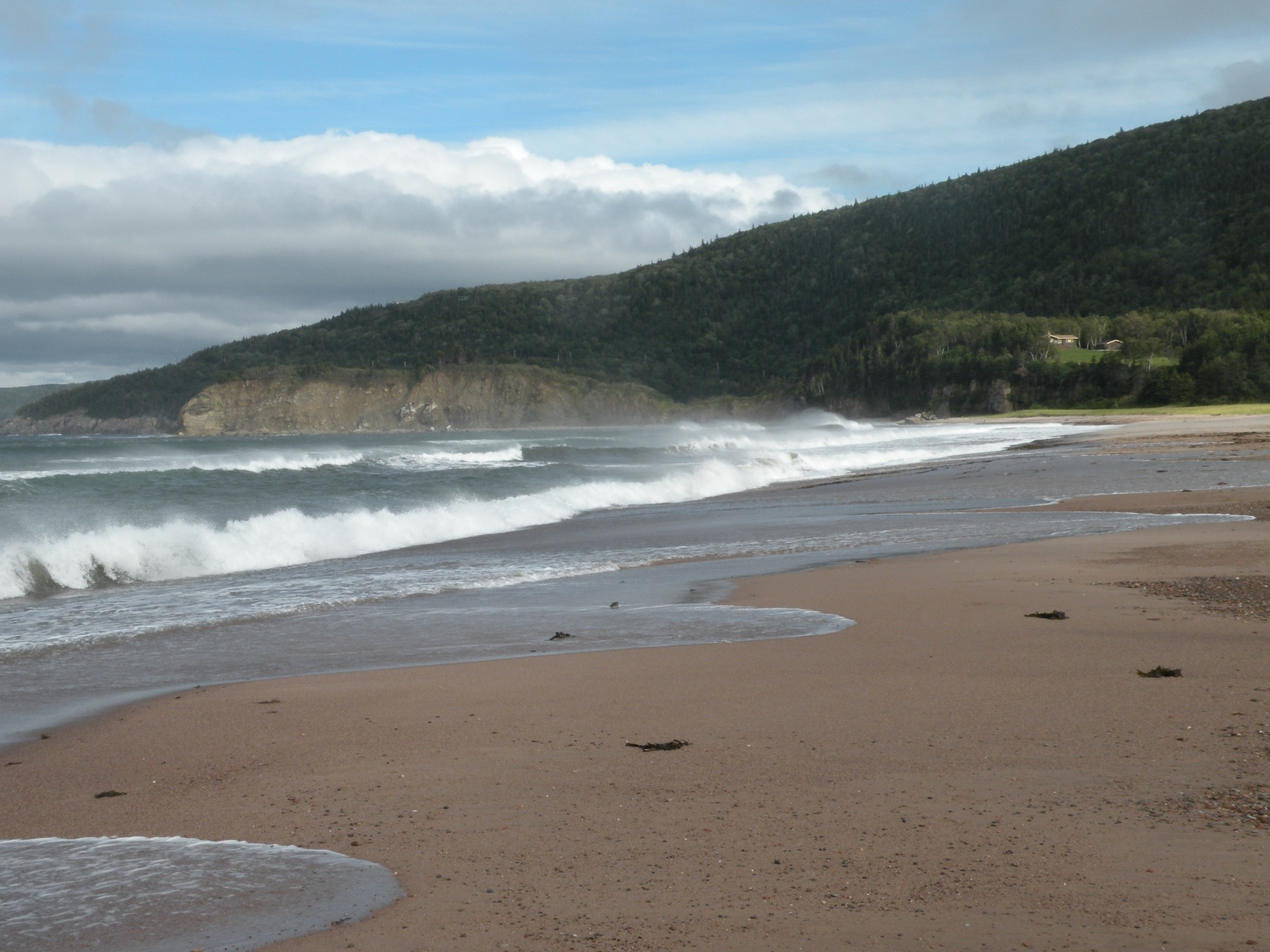
South Harbour strand in de zomer.
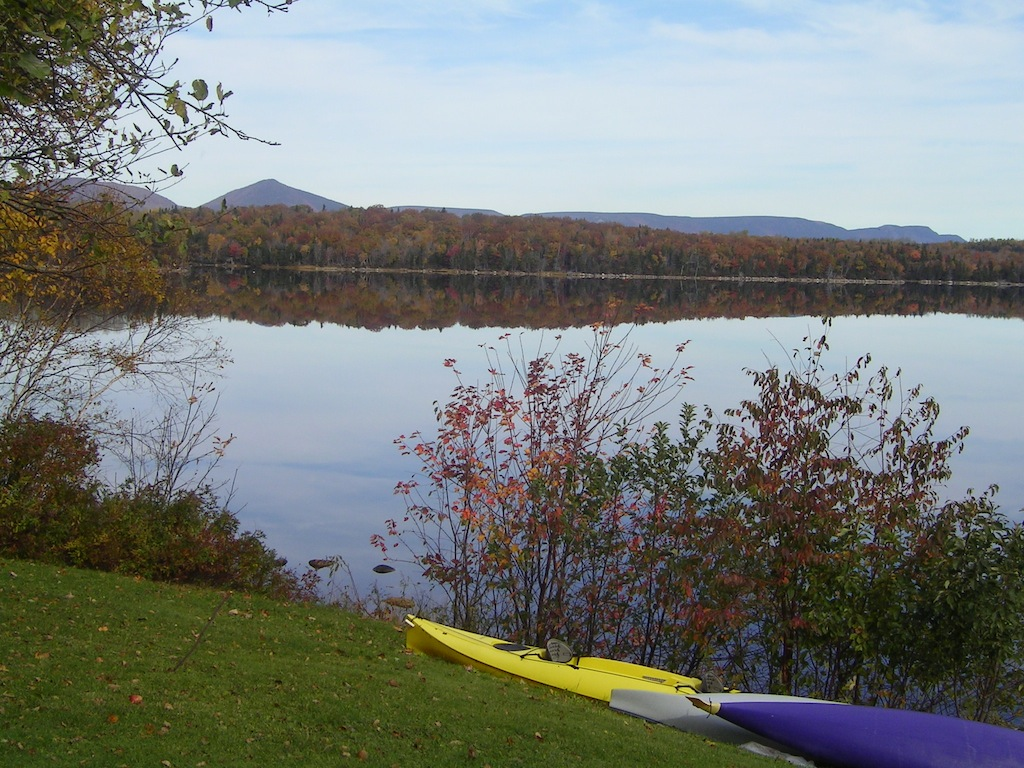
South Harbour in de herfst.
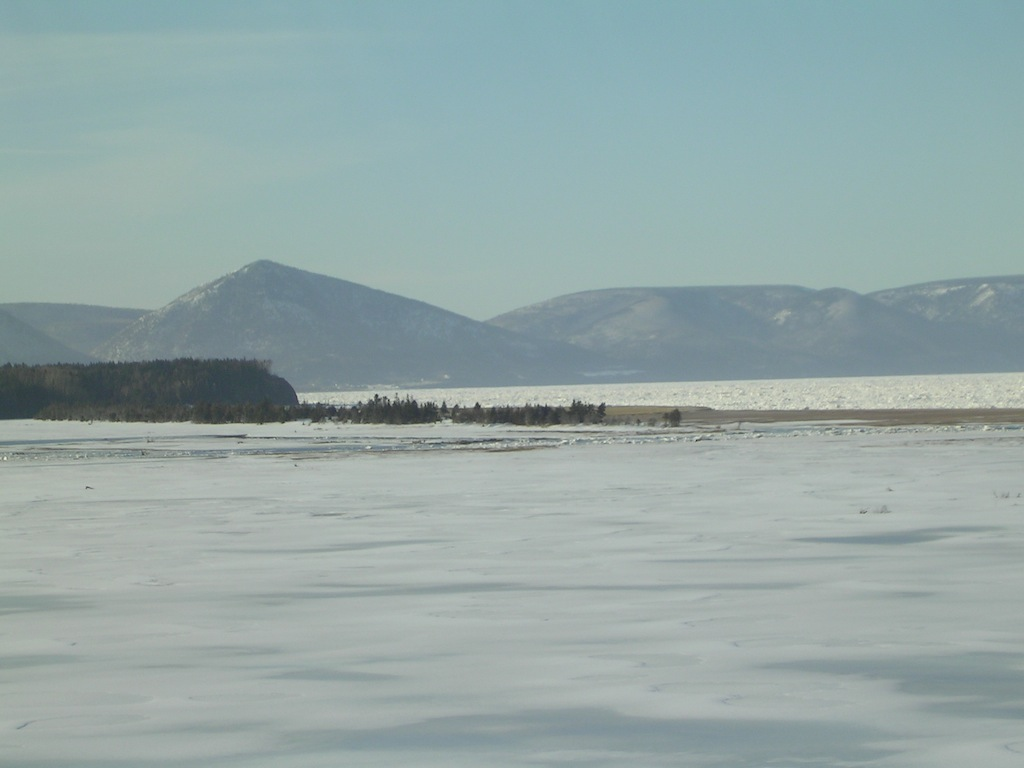
South Harbour in de winter.
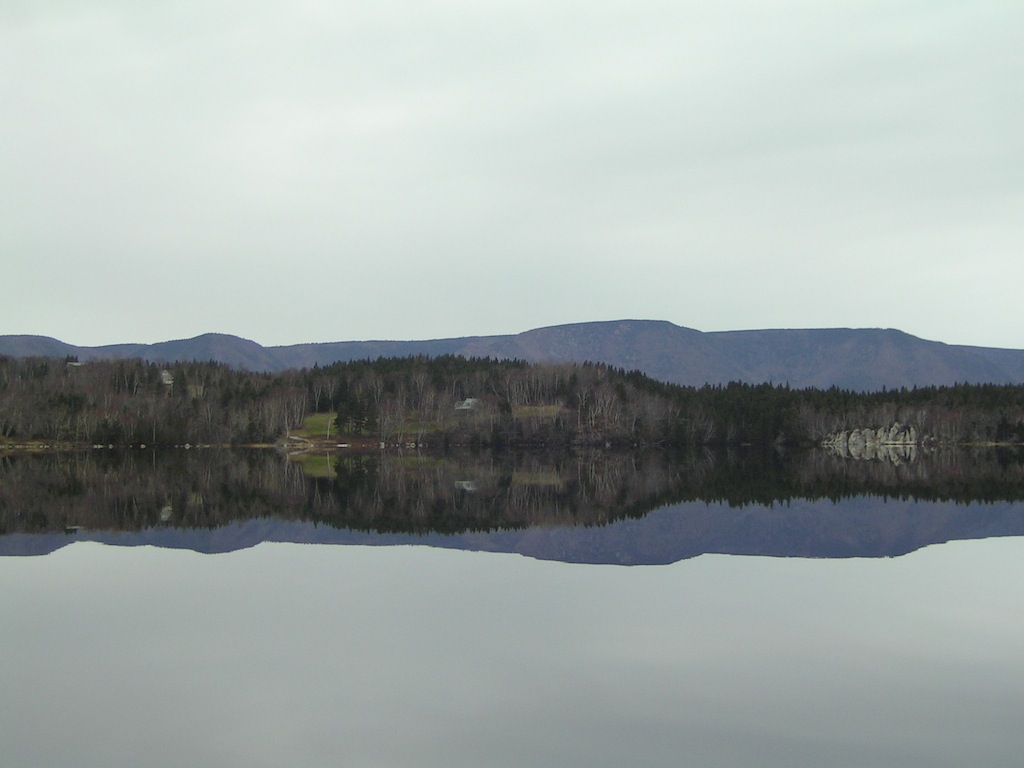
South Harbour an einem ruhigen Tag.